# Heribert Hellenbroich
 (juin 2020).
Si vous disposez d'ouvrages ou d'articles de référence ou si vous connaissez des sites web de qualité traitant du thème abordé ici, merci de compléter l'article en donnant les références utiles à sa vérifiabilité et en les liant à la section « Notes et références ».
Heribert Hellenbroich, né le 14 mai 1937 à Cologne et mort le 10 juillet 2014 à Cologne-Roggendorf/Thenhoven, est, de 1983 à 1985 président de l'Office fédéral de la protection de la Constitution et en août 1985 président du Service fédéral des renseignements en Allemagne (BND).

## Biographie
Hellenbroich a grandi à Cologne, où il a fréquenté le gymnase Friedrich-Wilhelm, puis a étudié le droit et les sciences politiques à Cologne et Göttingen. En 1966, il rejoint l' Office fédéral de la protection de la Constitution (BfV). En 1981, il est nommé vice-président et prend la relève en 1983, à la suite du transfert de Richard Meier en statut actif, à la direction de cette autorité. Hellenbroich a été rejeté dans les cercles de la CDU / CSU au pouvoir et des services de renseignement comme trop jeune pour le bureau. 
Le 1er août 1985, il a rejoint BND en tant que président et son successeur en tant que président de BfV était Ludwig-Holger Pfahls. Cependant, le mandat de Hellenbroich à la BND a été de courte durée. Après que le directeur du gouvernement et chef de groupe dans le contre - espionnage du BFV Hans Tiedge a débordé le 19 août 1985 en RDA, Hellenbroich a rejoint le 27 août 1985 après seulement quatre semaines de mandat et est devenu le hiatus ajouté. Devant une commission d' enquête du Bundestag allemand Hellenbroich a dû témoigner et a été discrédité par Engelbert Rombach, chef du contre-espionnage au BFV. Par exemple, Hellenbroich aurait commis de « graves erreurs factuelles » dans la surveillance téléphonique de la secrétaire générale de l'époque, Margarete Höke et, de sa « manière prématurée et légère », Hellenbroich aurait également raté la chance de remporter un homme haut placé au centre d'un service de renseignement opposé pour la coopération. Chacun des dirigeants a blâmé les autres devant le comité d'enquête pour avoir été informé ou non du mode de vie douteux de Tiedge.
Après la fin de sa carrière dans les services de renseignement, Hellenbroich a repris la direction du prestataire de services de sécurité Industrie (IHS) à Francfort-sur-le-Main (aujourd'hui Wisag).
Hellenbroich est décédé le 10 juillet 2014, six jours après son épouse Gisela (née Engel, née le 22 mai 1937). Il a été enterré le 14 août 2014 après un service commémoratif dans l'église locale de St. Johann Baptist à Cologne-Roggendorf / Thenhoven au cimetière de Cologne-Thenhoven.
Le frère cadet de Hellenbroich, Anno Hellenbroich, était le deuxième vice-président fédéral du Parti des travailleurs européens (PT) dans le contexte du soi-disant mouvement LaRouche et en même temps directeur général du magazine de l'organisation Executive Intelligence Review  (EIR). 